# Amalrik I av Jerusalem
Amalrik I av Jerusalem (latin: Amalricus), född 1136, död 11 juli 1174 i Jerusalem i kungariket Jerusalem, var kung av Jerusalem från 1162 fram till sin död och greve av Jaffa och Askalon innan dess. 
Amalrik I efterträdde 1162 sin bror Balduin III. Han hade hela sin regeringstid svåra strider att utkämpa mot Nur-ed-din och Saladin, ofta utföll det olyckligt. Han har dock ansetts duktig som såväl fältherre som statsman. Han var också juridiskt och vetenskapligt intresserad och inspirerade ärkebiskop Vilhelm av Tyrus att författa korstågens historia.